# Souveraineté du consommateur
La souveraineté du consommateur (consumer sovereignty) est un concept économique affirmant que les préférences du consommateur déterminent la production de biens et services. Ainsi, dans le domaine commercial, l'achat de biens et services dépend notamment de l'offre et de la demande. Le succès d'un vendeur est conséquemment en partie assujetti à sa capacité à répondre à la demande et à prévoir cette dernière,.
Le concept de souveraineté du consommateur a été popularisé par William Harold Hutt (en) dans son livre Economists and the Public (1936). Il est critiqué par certains économistes, qui affirment qu'il est rare que le consommateur ait vraiment ce qu'il veut, alors que d'autres affirment que la souveraineté du consommateur se produirait dans un libre marché ne subissant aucune influence des gouvernements ou d'autres institutions non commerciales.